# Paul Cilliers
Friedrich Paul Cilliers (25 de dezembro de 1956 – 31 de julho de 2011) foi um filósofo sul-africano, pesquisador da complexidade e professor de Complexidade e Filosofia na Universidade Stellenbosch . Ele é conhecido por suas contribuições no campo de sistemas complexos.

## Biografia
Cilliers estudou na Universidade Stellenbosch de meados da década de 1970 a 1994. Se formou em Engenharia Eletrônica em 1980, seu bacharelado cum laude em Filosofia Política em 1987. Fez mestrado (cum laude) em Filosofia concluído em 1989. Doutorou-se em 1994 pela Universidade Stellenbosch e pela Universidade de Cambridge, sob a supervisão de Johan Degenaar e Mary Hesse .
Ele iniciou sua carreira acadêmica na Universidade Stellenbosch, onde se tornou professor assistente de filosofia em 1993. Desde 2003 ele foi promovido a professor titular de Complexidade e Filosofia em Stellenbosch. No ano de 2008, foi professor visitante na Universidade de Estudos Humanísticos em Utrecht, na Holanda.
Em 2006, Cilliers recebeu o prêmio Harry Oppenheimer Fellowship  em reconhecimento ao desenvolvimento de uma compreensão geral das características e da natureza dos sistemas complexos. Em 2008, a Fundação Nacional de Pesquisa da África do Sul concedeu-lhe a classificação A e, em 2010, foi eleito membro da Royal Society of South Africa.
A pesquisa de Cilliers focava as relações entre complexidade, implicações éticas da teoria da complexidade e filosofia da ciência. No seu livro Complexidade e Pós-modernismo  ele desenvolve a abordagem pós-moderna para a complexidade, se apoiando em conceitos de Derrida e Lyotard.

## Publicações
Cilliers foi autor e coautor de inúmeras publicações no campo da filosofia e da ciência da complexidade. Alguns de seus livros são:
- 1998. Complexidade e Pós-modernismo. Compreendendo sistemas complexos . Londres: Routledge.
- 2007. Complexidade do pensamento . Paul Cilliers (ed.). Mansfield EUA : Publicação ISCE.
- 2009: Complexidade, Diferença e Identidade. Uma perspectiva ética . Paul Cilliers e Rika Allen. (editores)

- Cilliers, Paul. "Conhecimento, complexidade e compreensão." Emergence, A Journal of Complexity Issues in Organizations and Management 2.4 (2000): 7-13.
- Richardson, Kurt A., Paul Cilliers e Michael Lissack . "Ciência da Complexidade." Emergence 3.2 (2001): 6-18.
- Cilliers, Paul. "Complexidade, desconstrução e relativismo." Teoria, Cultura & Sociedade 22.5 (2005): 255-267.
- Heylighen, Francis, Paul Cilliers e Carlos Gershenson . "Complexidade e filosofia." arXiv pré-impressão cs/0604072 (2006).